# Tiago Splitter
Tiago Splitter Beims, född 1 januari 1985 i Blumenau, är en brasiliansk basketspelare, som spelar för San Antonio Spurs i NBA. Han är även en medlem i Brasiliens herrlandslag i basket. Utöver NBA har även Splitter spelat i Euroleague och Spanska ligan.

## Karriär

### Brasilien och Europa (1999–2010)
Splitter började sin proffskarriär år 1999. År 2000 började han spela för Saski Baskonia i Spanska Ligan.
Både 2006 och 2007 nämndes Splitter till MVP i den spanska turneringen Spanish Supercup. Han nämndes även till All-Euroleagues förstalag säsongen 2007-2008 efter att han lett Saski Baskonia till Euroleagues final four. Nästa år lyckades splitter leda laget till playoffs men inte till final four. Hans spel tog dock ändå honom till en plats i All-Euroleagues andralag. Splitter utnämndes till MVP i Spanska ligan år 2010..

### NBA (2010–)
Den 12 juni 2010, skrev Splitter på ett kontrakt med San Antonio Spurs. Kontraktet troddes var vara värt 11 miljoner dollar för 3 år. 